# Joaquín Robles López
Joaquín Robles López, né le 8 juin 1964, est un homme politique espagnol membre de Vox.

## Biographie
Lors des élections générales anticipées du 28 avril 2019, il est élu député au Congrès des députés pour la XIIIe législature  dans la circonscription de Murcie. Il est réélu lors des élections générales anticipées du 10 novembre 2019 pour la XIVe législature.